# Brickellia umbellata
Brickellia umbellata là một loài thực vật có hoa trong họ Cúc. Loài này được (Greene) Rydb. mô tả khoa học đầu tiên năm 1931.